# Phrynomedusa
Phrynomedusa is een geslacht van kikkers uit de familie Phyllomedusidae. De groep werd lange tijd tot de familie boomkikkers (Hylidae) gerekend. De groep werd voor het eerst wetenschappelijk beschreven door Paulo de Miranda Ribeiro in 1923.
Er zijn vijf soorten die voorkomen in zuidoostelijk Brazilië. De soort Phrynomedusa fimbriata is al ruim tachtig jaar niet meer gezien en wordt beschouwd als uitgestorven.

## Soorten
Geslacht Phrynomedusa
- Soort Phrynomedusa appendiculata
- Soort Phrynomedusa bokermanni
- Soort Phrynomedusa fimbriata
- Soort Phrynomedusa marginata
- Soort Phrynomedusa vanzolinii

Agalychnis · 
Callimedusa · 
Cruziohyla · 
Hylomantis · 
Phasmahyla · 
Phrynomedusa · 
Phyllomedusa · 
Pithecopus